# 卡洛·施密德尔戏剧博物馆

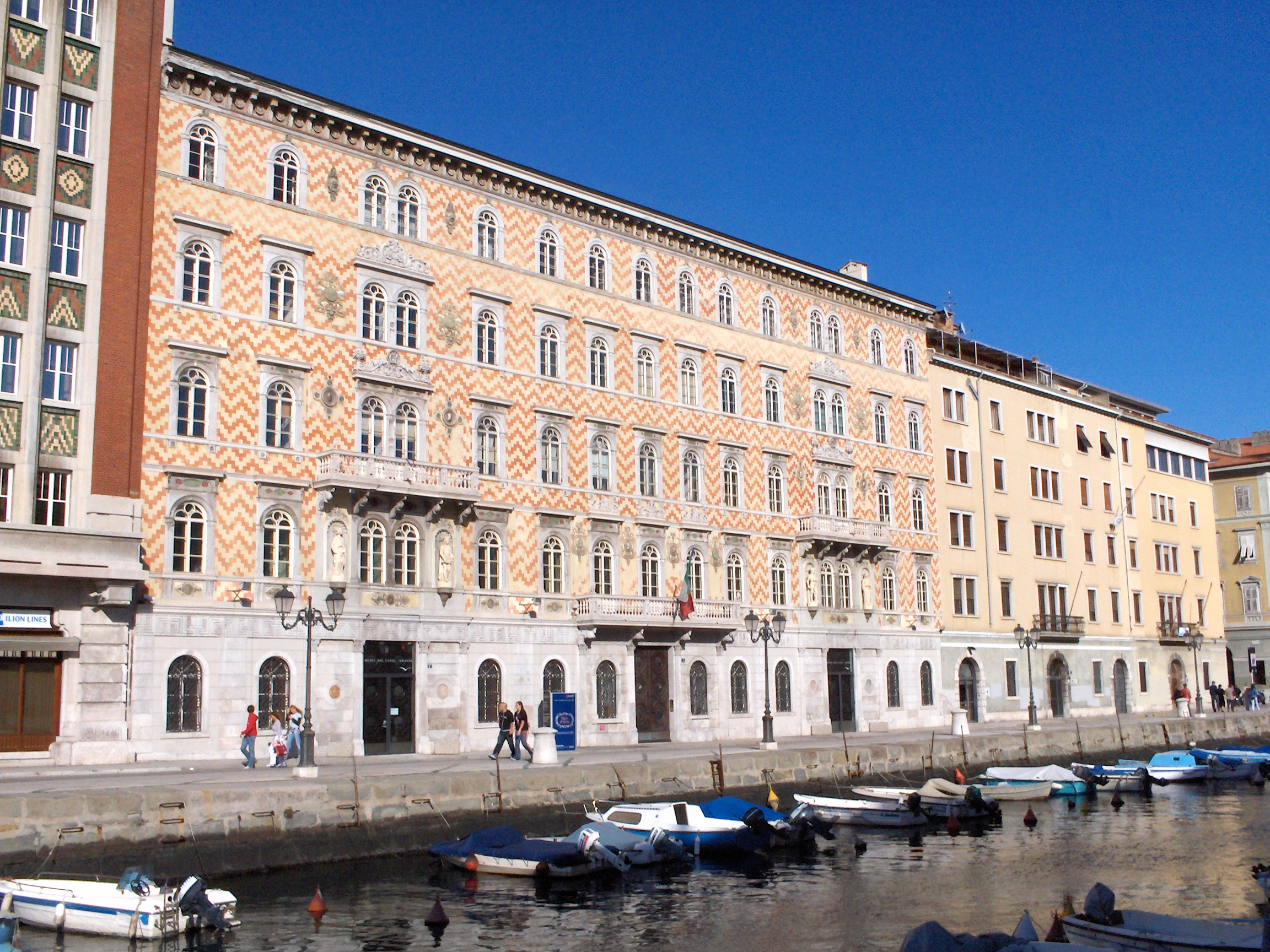
戈普切维奇宫

卡洛·施密德尔戏剧博物馆（Civico Museo Teatrale Carlo Schmidl）是意大利的里雅斯特市的音乐和戏剧博物馆。

## 历史
1924年由出版商卡洛·施密德尔在歌剧院威尔第剧院创立，现在位于特蕾西亚城的的里雅斯特大运河（Canal Grande）畔的戈普切维奇宫（Palazzo Gopcevich）。
戈普切维奇宫是乔瓦尼·贝拉姆于1850年为塞尔维亚银行家斯皮里登·戈普切维奇所建，风格为折中主义。他的壁画描绘的是1389年塞尔维亚人在今科索沃的著名战役。
博物馆位于宫殿的一楼，收藏当地和欧洲乐器、服装、手稿和其他18和19世纪的音乐创作的证物，是意大利最重要的音乐博物馆之一，仅次于米兰的斯卡拉大剧院博物馆